# Velika Greda
Velika Greda (cyr. Велика Греда) – wieś w Serbii, w Wojwodinie, w okręgu południowobanackim, w gminie Plandište. W 2011 roku liczyła 1158 mieszkańców.